# Claude-Marie Raudot
Pour les articles homonymes, voir Raudot.
Claude Marie Raudot est un homme politique français né le 24 décembre 1801 à Saulieu (Côte-d'Or) et décédé le 22 avril 1879 à Pontaubert (Yonne).

## Biographie
Claude-Marie Raudot naît le 4 nivôse an X à Saulieu. Il est le fils de Jean-Edme Michel Auguste Raudot, député de l'Yonne sous la Restauration, et de son épouse, Jeanne-Pierrette Adelon de Chaudenay.   
Claude-Marie Raudot est avocat, puis magistrat en 1824. Il est substitut à Sens en 1823, à Auxerre en 1825, puis à Versailles en 1829. Il démissionne en 1830 et s'occupe de ses propriétés, à Alligny-en-Morvan (où il possède le manoir de Régloix, un nom dont il signe parfois ses œuvres), et à Pontaubert, près d'Avallon. 
Conseiller général en 1842, il est député de l'Yonne de 1848 à 1851, siégeant à droite. Il ne se rallie pas à l'Empire et perd son mandat. Il se présente en vain comme candidat indépendant en 1852. Il est à nouveau député de l'Yonne de 1871 à 1876, siégeant à droite. En 1874, il est président de la commission du budget. 
Grand partisan de la décentralisation, il est membre de l'Institut des Provinces. Très actif, il s'occupe du chemin de fer, de l'amendement des terres, et Avallon lui doit ses premières fontaines. Il est l'auteur de nombreux ouvrages et articles. Il écrit ainsi un Essai sur la Décadence de la France où il établit les différentes menaces planant sur la France: l'étatisme, l'affaiblissement militaire, le retard de l'agriculture, la natalité. Ses principaux articles et ouvrages ont été réunis sous le titre de Mes Oisivetés, emprunté à Vauban.
Il meurt le 22 avril 1879 à Pontaubert, au château d'Orbigny.

## Œuvres

### Essais
- Une Heure des Cent-Jours, Imprimerie de Comynet, 1833, 19 p. (lire en ligne)

- De la Décadence de la France, Amiot, 1850  (lire en ligne)
- De la Grandeur possible de la France, Amyot, 1851
- De l'Agriculture en France, Charles Douniol, 1857
- Napoléon Ier peint par lui-même, E.Dentu, 1865
- L'Empire allemand, la Turquie et l'Europe, Librairie Charles Douniol, 1877 (lire en ligne)